# ARM Cortex-A32
Az ARM Cortex-A32 (kódneve Minerva) az ARM Holdings által tervezett, az ARMv8 utasításkészlet-architektúra 32 bites változatának (AArch32) megfelelő ultra-alacsony fogyasztású 32 bites mikroarchitektúra és processzormag-kialakítás. Kis méretű hordozható eszközök és beágyazott eszközök számára tervezték, az A7 és A5 sorozatok leváltására.
Az ARMv8-as architektúrájú processzorok között ez az egyetlen tisztán 32 bites mag, a többi mind 64 bites.
A Cortex-A7 továbbfejlesztése, 100 új ARMv8-specifikus utasítást tartalmaz, a 32 bites verzióban, és teljesítménynövekedést biztosít hozzá képest, főleg a streaming és titkosítás területén és kisebb mértékben a lebegőpontos aritmetikában. Emellett kevesebb energiát fogyaszt, mint más ARMv8-ak amelyek 64 bites maggal rendelkeznek, de megtartják a 32 bites kompatibilitást.
Röviddel ezt megelőzően jelentették be a ARM Cortex-A35 magot, amely csak 64 bites végrehajtási állapotban működik, 32 bites kompatibilitással.
2019 augusztusában bejelentették a ARM Cortex-A34-et, amely éppen ellenkezőleg, egyáltalán nem kompatibilis a 32 bites rendszerrel, és csak a 64 bites ARMv8-at támogatja, az ARM Cortex-A65 és A65AE magokhoz hasonlóan.

## Specifikációk
Támogatja az alábbiakat:
- SMP működés 1-től 4 magig, az AMBA 4-et használja
- Armv8-A kriptográfiai kiterjesztés
- AArch32, teljes kompatibilitás az ARMv7 architektúrával
- TrustZone biztonsági menedzsment
- SIMD NEON
- DSP (digitális jelprocesszor)
- VFPv4 lebegőpontos aritmetikai egység
- Virtualizáció
- Hibakeresés a CoreSight SoC-400-on keresztül.

A Cortex-A32 processzor hatékony, 8 fokozatú, sorrendben végrehajtó futószalagot használ, amelyet arra optimalizáltak, hogy a 32 bites Armv8-A funkciókat a legkisebb terület és energiafelhasználás mellett biztosítsa.

## Fordítás
Ez a szócikk részben vagy egészben  az   ARM Cortex-A32 című francia Wikipédia-szócikk ezen változatának fordításán alapul.  Az eredeti cikk szerkesztőit annak laptörténete sorolja fel. Ez a jelzés csupán a megfogalmazás eredetét és a szerzői jogokat jelzi, nem szolgál a cikkben szereplő információk forrásmegjelöléseként.